# Al Oerter
Alfred Adolf „Al“ Oerter, Jr (* 19. September 1936 in Astoria, Queens, New York City; † 1. Oktober 2007 in Fort Myers, Florida) war ein US-amerikanischer Leichtathlet. Als einziger Sportler in der Geschichte der Olympischen Spiele gewann er viermal die Goldmedaille im Diskuswurf.

## Leben
Al Oerter, Sohn einer Tschechin und eines deutschen Kugelstoßers, begann seine Karriere als Sportler 1954 an der Universität von Kansas. Er war während seiner aktiven Sportlerkarriere 1,92 Meter groß und 136 Kilogramm schwer.
Seine olympische Laufbahn begann in Melbourne bei den Olympischen Spielen 1956. Er galt nicht als Favorit, gewann aber den Wettbewerb mit 56,36 m Wurfweite. Bei den Olympischen Spielen 1960 in Rom gewann er mit 59,18 Metern und schlug den Weltrekordinhaber Rink Babka aus den USA, der die Silbermedaille gewann. 1962 warf er zum ersten Mal Weltrekord, wurde aber als Weltrekordler bald von Ludvík Daněk abgelöst. Gleichwohl war Oerter der erklärte Favorit für die Olympischen Spiele in Tokio im Jahr 1964. Trotz einer Nackenverletzung und der Tatsache, dass er wegen Schmerzen seinen letzten Wurf nicht absolvieren konnte, gewann er dort mit einer Weite von 61,00 m seine dritte Goldmedaille.
Bei den Olympischen Spielen 1968 in Mexiko-Stadt warf er mit 32 Jahren noch einmal olympischen Rekord (64,78 m), und damit war er der erste Leichtathlet, der bei vier aufeinanderfolgenden Olympischen Spielen Gold gewann, wobei er nie als Weltrekordler zu Olympischen Spielen fuhr. Danach zog er sich aus dem Wettkampfsport zurück. 1980 unternahm er im Alter von 44 Jahren noch einmal einen Comebackversuch, um sich für die Olympischen Spiele in Moskau zu qualifizieren, scheiterte jedoch als Vierter in der Qualifikation. Außerdem boykottierten die USA die Spiele in der Sowjetunion, wodurch seine Teilnahme ohnehin nicht möglich gewesen wäre. 1984 strebte der inzwischen 48-Jährige noch eine Teilnahme bei den Spielen von Los Angeles an, musste aber wegen einer Verletzung verzichten. 1986 trat er endgültig zurück.
Die größte jemals von Oerter erzielte Weite betrug 74,67 m und wäre auch zur Zeit seines Todes noch Weltrekord gewesen; allerdings wurde diese Weite bei Filmdreharbeiten erzielt und wurde deshalb offiziell nicht anerkannt. Den Weltrekord hält seit 2024 der Litauer Mykolas Alekna mit 74,35 m. Oerter warf den zwei Kilogramm schweren Diskus viermal auf offizielle Weltrekordweiten, seine beste Wettkampfweite erzielte er als 43-Jähriger mit 69,46 m.
Nach seiner Sportkarriere arbeitete Oerter als Systemanalytiker und Computeringenieur. Außerdem widmete er sich der Malerei. Seine Werke sind in einer Dauerausstellung in dem von ihm 2006 gegründeten Museum „Art of the Olympians“ in Fort Myers zu sehen. Im Jahr 2000 zog er sich eine Herz-Kreislauf-Erkrankung zu und galt am 13. März 2003 bereits einmal als „klinisch tot“. Im Jahr 2007 starb er 71-jährig in einem Krankenhaus nahe seinem Wohnort Fort Myers in Florida an Herzversagen.
2012 wurde er in die IAAF Hall of Fame aufgenommen.

## Zitate
- „Beim ersten Olympiasieg war ich richtig jung, beim zweiten zu nichts imstande, beim dritten schwer verletzt und beim vierten alt“, sagte Oerter über seine olympische Serie. (Vor Rom hatte Oerter knapp einen Autounfall überlebt, in Tokio war er durch eine Rippenverletzung gehandicapt.)
- „Wenn es Mann gegen Mann geht, sind Weltrekorde keinen Penny wert. Sie hat ohnehin der Wind gemacht“, erklärte Oerter, der alle Goldmedaillen direkt in Duellen mit den jeweils aktuellen Weltrekordlern errang.
- „Ich hatte ein großartiges Leben und will es so zu Ende leben, wie es ist“, sagte er und lehnte eine von Fachärzten angeratene Herztransplantation ab.
- „Al war ein sanfter Gigant, größer als das Leben“, sagte seine zweite Ehefrau Cathy.